# Condado de Roergue

Escudo del condado de Roergue

El condado de Roergue (en francés Rouergue) fue una jurisdicción feudal de Occitania que tuvo por capital a Rodez (que se convirtió en sede de un vizcondado feudatario del conde mientras el resto del país permanecía como parte del condado).

## Historia
En 781 Carlomagno incluyó al Roergue dentro del reino de Aquitania creado por su hijo Luis, que lo infeudó a Gilabert o Gilbert I, probablemente pariente de Guillermo I de Toulouse el santo (quizás su tío, pero otros lo dan como primo), cuyo padre no se conoce y la madre sería Rolinda de Aquitania. Se casó con Berta y murió en fecha desconocida, y le sucedió su hijo Fulcoald o Fugald, fallecido entre 836 y 849. De su esposa Seneguda de Tolosa (sobrina de Guillermo I) tuvo a sus hijos: Ramón I, casado con Berta de Reims (o Berta del Maine) que fue conde también en Toulouse (con Pallars y Ribagorça), Lemosín, Carcí, Carcasona y Rasés, y murió hacia el 864; y Frèdol, casado con Oda, asociado al gobierno y fallecido en 852. 
A Ramón I, le sucedió su hijo Bernat el Terner (conocido como Bernat II pues Bernat I fue Bernat de Septimania). Según Armand de Fluvià no tuvo hijos y la sucesión recayó en su hermano Odón I, que se casó con Garsensa de Albí que le aportó esta región (otras fuentes en cambio hacen de Odón I el hijo de Bernat II). Murió hacia el 919. Roergue y parte de Albí y de Nimes pasó al hijo segundo, Ermengol I, mientras el hermano mayor, Ramón, recibía Toulouse y parte de Albí y Nimes. Ermengol, casado con Adelaida de Roergue, murió en 937 y dejó tres hijos: Esteban fue conde de Gavaldà o de parte del condado; Hugo que fue conde de parte del Carcí y vizconde de Comborn; y Ramón II que fue conde de Roergue, de Narbona, y de parte de Albi y del Carcí, casado con Berta de Arle. 
Ramón dejó Roergue (en 961) a su hijo Ramón III que gobernó asociado a su hermano Ermengol II y se casó con Ricarda, hija de Ramón vizconde de Millau. Desde el 974 fue conde de todo el Carcí y hasta el 975 co-conde de Albí y Nimes. Una hermana, Letgarda, se casó con Borrell II de Barcelona, y se supone que, al extinguirse la dinastía, fue por Letgarda que los condes de Barcelona reclamaron sus derechos sobre Roergue (a los que renunciarían en 1258 en el Tratado de Corbeil). 
Tras Ramon (muerto hacia 1008/1010) fue conde de Roergue y Carcí su hijo Hugo I que casó con Fe de Cerdanya. Murió en 1053 o 1054 y le sucedió su hija Berta I, casada con Robert de Auvernia. Con la muerte de Berta en 1064 se extinguió la dinastía y la sucesión recayó en el conde Guillermo V de Toulouse (I de Roergue) y a su muerte en 1093 en su hermano Ramón IV de Toulouse (Ramón IV de San Geli) que murió en 1105; su hijo Alfonso I Jordán de Toulouse, en 1119, dio el feudo al vizconde Ricard de Rodés, que aunque sólo gobernaba el vizcondado de Rodés (la ciudad de Rodés), se titulaba conde de Rodés. El condado de Roergue y el vizcondado de Rodés se unieron y surgió el condado de Rodés.